# 利安德·斯塔尔·詹姆森
第一從男爵利安德·斯塔尔·詹姆森爵士，KCMG，CB，PC（1853年2月9日—1917年11月26日）。其是一位苏格兰殖民地政治家。